# Jedrenje na dasci
Jedrenje na dasci ili windsurfing je vodeni šport. Izumio ga je Peter Chilvers u Velikoj Britaniji 1958. godine. Kombinacija je surfanja i jedrenja.
Najčešće se jedri u ljeto i proljeće. Jedrenje na dasci u sklopu natjecanja može biti slobodno ili se radi o utrkama oko bove što je i disciplina na Olimpijskim igrama. Jedrenje općenito je olimpijski šport još od početka modernog olimpizma. Kroz povijest su se pravila i klase na Igrama mijenjale. Jedrenje na dasci je olimpijski šport od 1984. za muškarce i od 1992. za žene. Međunarodni jedriličarski savez odlučio je u svibnju 2012., da će na Olimpijskim igrama 2016. godine umjesto jedrenja na dasci biti kitesurfing, ali su u studenom iste godine promijenili odluku u korist jedrenja na dasci.
Jedrenje na dasci postoji u različitim oblicima. Veća jedra zahtijevaju više ljudske snage da ih se kontrolira, ali daju više snage i njima se ide brže. Različite veličine utječu na brzinu. S tanjim jedrima brže se kreće. Raspon debljine ovisi o materijalima koji se koriste.
Treba puno vježbati kako bi se postalo dobrim natjecateljem. Postoje mnoga mjesta širom svijeta, gdje ljudi putuju samo radi jedrenja na dasci. Neka od najboljih mjesta su na zapadnoj obali Sjedinjenih Američkih Država, Havaji, Australija i Indonezija.

## U Hrvatskoj

### Lokacije za windsurfing
- Baška, otok Krk - Idealna za profesionalce jer snažna bura kada zapuše iz smjera Senja podiže valove i do 1,5 metara.
- Bol (Zlatni Rat), otok Brač - najatraktivnije, najpoznatije i najposjećenije mjesto u Hrvatskoj za windsurfing. Ujutro puše blagi vjetar levant koji je idealan za početnike. Poslijepodne levant zamjeni maestral s jugozapada koji je idealan za srednje iskusne surfere i profesionalce.
- Girandella, Rabac
- Jadrija, Šibenik - Tijekom jeseni i proljeća puše jaka bura i osrednji jugo idealan za sve profesionalce, dok tokom ljeta puše umjereniji maestral i tramontana koji su idealni za srednje iskusne surfere, ali i početnike.
- Ližanj, uvala Kuje,  Marlera - puše jaka bura
- Premantura, Pula - Bura i jugo pušu u proljeće i jesen dok umjereni maestral idealan za početnike i opušteno surfanje puše ljeti. Također, bura u Premanturi ne stvara opasnosti jer puše prema kopnu u slučaju nezgode.
- Punat, otok Krk - Za početnike i srednje iskusne surfere Punat je puno bolja lokacija od Baške jer je more mirnije, a bura puše srednjom jačinom.
- Ravni, Rabac
- Ruskamen, Omiš - Osim po pješčanim plažama Ruskamen je poznat i po povoljnim uvjetima za jedrenje na dasci.
- Savudrija, Umag - Zbog snažnoga juga koji puše u jesen i proljeće dolazi da pojave velikih valova te je nepovoljno za neiskusne surfere, ali inače su vrlo povoljni uvjeti.
- Šimuni, Pag
- ušće Neretve
- Viganj, poluotok Pelješac - Nakon Bola na Braču predstavlja drugo najatraktivnije i najposjećenije mjesto za windsurfing u Hrvatskoj. Idealno je mjesto za sve početnike i srednje iskusne surfere. Jutra karakterizira blagi vjetar levant koji se u poslijepodnevnim satima okreće na snažniji maestral koji je idealan za srednje iskusne surfere.
- Volosko (akvatorij Preluka), Opatija - akvatorij Preluka je prirodno zaštićeni zaljev u blizini Voloskog i Opatije. Jedno je od rijetkih mjesta za windsurfing, gdje uz stabilne vremenske prilike jutarnji termički vjetar tramontana dostiže velike brzine.[3] Najbolje vrijeme za surfanje stoga je rano ujutro. Tramontana koja puše sa sjevera počinje puhati u kasnim večernjim satima i traje do jutra. Surfanje u Preluku obično započinje oko 5 ujutro i najčešće potraje do 7 sati. Najbolji uvjeti za surfanje su početkom jeseni.[4]
- Žnjan, Split - Idealna lokacija za sve početnike. Ljeti puše umjereni maestral dok u jesen i proljeće puše snažniji jugo idealan za profesionalce i srednje iskusne surfere. Također postoje i vrhunske škole za početnike.

## Vanjske poveznice
- Windguru, specijalna prognoza vjetra i vremena za surfing sportove